# Современное пятиборье на летней Спартакиаде народов СССР 1956
IV Чемпионат СССР по современному пятиборью был проведен в Москве с 10 по 15 августа 1956 года. Чемпионат проводился в рамках I Спартакиады народов СССР.
Награды разыгрывались в личном и командном первенстве. I Спартакиада народов СССР являлась главным соревнованием спортивного сезона 1956 года в СССР. По её результатам формировался состав команды для участия в Олимпийских играх 1956 года в Мельбурне (Австралия).
На старт вышли 73 спортсмена (29 мастера спорта СССР, 44 первый разряд) — представители 17 команд: союзные республики, Москва и Ленинград. Такого большого количества участников не было ни на одном первенстве СССР, но даже ни в одном самом крупном международном соревновании, включая и Олимпийские игры.
Главный судья — судья всесоюзной категории М. М. Сомов.

## Призёры
| Золото                                        | Серебро                                                 | Бронза                                                |
| Игорь Новиков · Армянская ССР · Динамо · 4809 | Иван Дерюгин · Украинская ССР · Вооруженные Силы · 4744 | Анатолий Зильберборт · РСФСР · Советская Армия · 4368 |

| Золото                                                            | Серебро                                                | Бронза                                         |
| Армянская ССР · Игорь Новиков · В. Матевосян · В. Халаян · 12 795 | РСФСР · Анатолий Зильберборт · В. Алшевский · 12 743,5 | Москва · К. Сальников · П. Ракитянский · 8 363 |

## Верховая езда
10 августа 1956 года. Конно-спортивная база (КСБ) «Планерная» МГС ДСО «Спартак».  Московская область,  Химки.
| Место | Спортсмен     | Республика, город                | Время   | Очки |
| ----- | ------------- | -------------------------------- | ------- | ---- |
| 1     | А. Павлов     | Киргизская ССР · Буревестник     | 10.24,2 | 940  |
| 2     | И. Дерюгин    | Украинская ССР · Советская Армия | 10.38,0 | 905  |
| 3     | В. Крикуненко | Киргизская ССР · Буревестник     | 10.18,0 | 885  |

## Фехтование
11 августа 1956 года.
| Место | Спортсмен                                        | Победы | Очки |
| ----- | ------------------------------------------------ | ------ | ---- |
| 1     | И. Новиков · Армянская ССР · Динамо              | 53     | 1038 |
| 2     | Ю. Поляков · Таджикская ССР · Буревестник        | 51     | 1000 |
| 3     | И. Дерюгин · Украинская ССР · Советская Армия    | 51     | 1000 |
| 3.    | Ю. Раздайбедин · Узбекская ССР · Советская Армия | 51     | 1000 |

## Стрельба
12 августа 1956 года.
| Место | Спортсмен            | Республика, город           | Результат | Очки |
| ----- | -------------------- | --------------------------- | --------- | ---- |
| 1     | В. Матевосян         | Армянская ССР · Спартак     | 196       | 1020 |
| 2     | Анатолий Зильберборт | РСФСР · Советская Армия     | 194       | 980  |
| 3     | А. Ким               | Казахская ССР · Буревестник | 194       | 980  |

## Плавание
14 августа 1956 года. Плавательный бассейн Центрального стадиона имени В. И. Ленина.
Пятиборцы состязались в четвёртом виде плавании на дистанции 300 м вольным стилем.
| Место | Спортсмен    | Республика спортивное общество   | Результат | Очки |
| ----- | ------------ | -------------------------------- | --------- | ---- |
| 1     | И. Дерюгин   | Украинская ССР · Советская Армия | 3.52,5    | 1032 |
| 2     | М. Софиенко  | Украинская ССР · Спартак         | 4.02,3    | 992  |
| 3     | В. Чеховской | Азербайджанская ССР · Динамо     | 4.03,7    | 984  |

## Кросс
15 августа 1956 года.
| Место | Спортсмен    | Республика спортивное общество | Результат | Очки |
| ----- | ------------ | ------------------------------ | --------- | ---- |
| 1     | В. Коновалов | Казахская ССР · Спартак        | 13.24,0   | 1288 |
| 2     | В. Алшевский | РСФСР · Советская Армия        | 13.47,6   | 1216 |
| 3     | И. Новиков   | Армянская ССР · Динамо         | 13.56,4   | 1192 |

## Итоговые результаты
- Личное первенство.

| Место | Спортсмен            | Республика Спортивное общество   | время/очки  | победы/очки | результат/очки | 300 м время/очки | 4 км время/очки | Сумма |
| ----- | -------------------- | -------------------------------- | ----------- | ----------- | -------------- | ---------------- | --------------- | ----- |
| 1     | Игорь Новиков        | Армянская ССР · Динамо           | 11.37,6/775 | 53/1038     | 187/840        | 4.04,0/984       | 13.54,4/1192    | 4809  |
| 2     | Иван Дерюгин         | Украинская ССР · Советская Армия | 10.38,0/905 | 51/1000     | 178/660        | 3.52,5/1032      | 14.11,0/1147    | 4744  |
| 3     | Анатолий Зильберборт | РСФСР · Вооруженные Силы         | 11.26,0/785 | 51/1000     | 194/980        | 5.20,0/680       | 14.54,0/1018    | 4368  |
| 4     | Константин Сальников | Москва · Советская Армия         |             |             |                |                  |                 |       |
| 5     | В. Алашевский        | РСФСР · Советская Армия          |             |             |                |                  |                 |       |
| 6     | А. Ким               | Казахская ССР · Буревестник      |             |             |                |                  |                 |       |
| …     |                      |                                  |             |             |                |                  |                 |       |
| 9     | Юрий Раздайбедин     | Таджикская ССР · Советская Армия |             |             |                |                  |                 |       |